# Tim Butler
Pour les articles homonymes, voir Butler.
Timothy George Butler dit Tim Butler, né le 7 décembre 1958 à Teddington, est un musicien et auteur-compositeur britannique. 
Il est le bassiste et cofondateur, avec son frère Richard, du groupe de rock anglais Psychedelic Furs.

## Biographie
Richard Butler, l'aîné, est le chanteur principal des Psychedelic Furs. Les deux frères sont également membres fondateurs du groupe de rock alternatif Love Spit Love. 
Tim Butler est né à Teddington , dans le Middlesex. Il vit à Liberty, dans le Kentucky, avec sa femme Robyn Wesley Butler et leurs enfants.

## Discographie
Avec The Psychedelic Furs
- 1980 : The Psychedelic Furs
- 1981 : Talk Talk Talk
- 1982 : Forever Now
- 1984 : Mirror Moves
- 1987 : Midnight to Midnight
- 1989 : Book of Days
- 1991 : World Outside[3]
- 2000 : Beautiful Chaos : Greatest Hits Live
- 2020 : Made of Rain